# 万洛·姓周
万洛·姓周（英語：Wanlop Sae-chew ，1986年10月20日—），泰國華裔足球運動員，場上位置為門將，目前效力於泰國甲組足球聯賽球隊羅勇FC。

## 榮譽

### 俱樂部
泰港足球隊
- 泰國足總盃（1）: 2009（英语：2009 Thai FA Cup）
- 泰國聯賽盃（1）: 2010（英语：2010 Thai League Cup）

清萊聯
- 泰國聯賽盃（1）: 2018（英语：2018 Thai League Cup）
- 泰國足總盃（1）: 2018（英语：2018 Thai FA Cup）

## 姓名
其姓氏“Sae-chew”屬於中國移民特有的姓氏，其中“Sae”表示“姓”，後接本姓。

## 外部連結
- 個人資料（页面存档备份，存于）
- https://us.soccerway.com/players/wanlop-sae-jiu/119042/（页面存档备份，存于）